# Calatabiano
Calatabiano (Cattabbianu en siciliano) es una comuna siciliana de 5.197 habitantes de la provincia de Catania. Su superficie es de 26 km². Su densidad es de 200 hab/km². Las comunas limítrofes son Castiglione di Sicilia, Fiumefreddo di Sicilia, Giardini-Naxos (ME), Linguaglossa, Piedimonte Etneo, y Taormina (ME).

## Evolución demográfica
| Gráfica de evolución demográfica de Calatabiano entre 1861 y 2001 |
|                                                                   |
| Fuente ISTAT - elaboración gráfica de Wikipedia                   |

- Datos: Q478246
- Multimedia: Calatabiano / Q478246

1. ↑  Worldpostalcodes.org, código postal n.º 95011.
2. ↑  «Codici Catastali». Comuni-italiani.it (en italiano). Consultado el 29 de abril de 2017.